# Christian (Sachsen-Eisenberg)

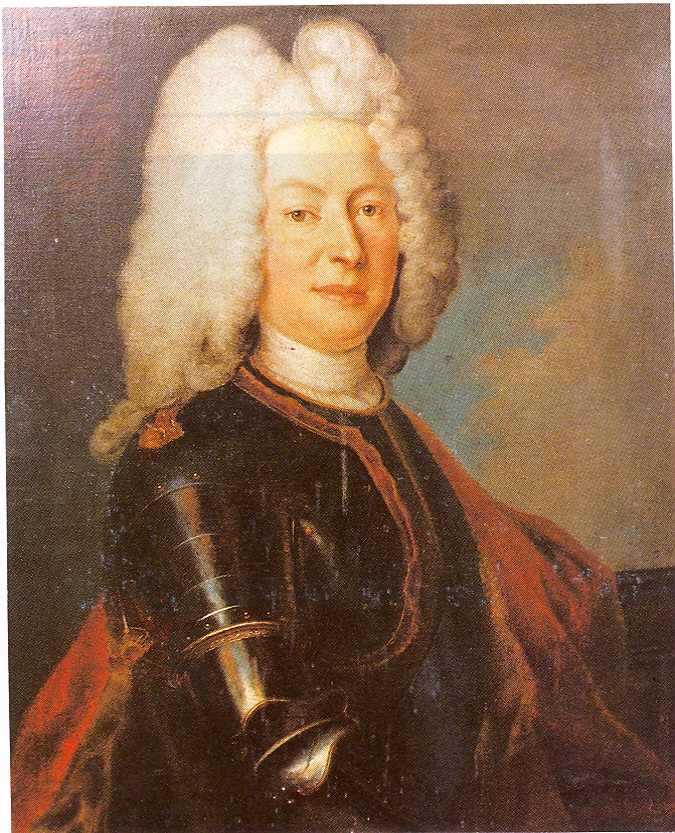
Herzog Christian von Sachsen-Eisenberg

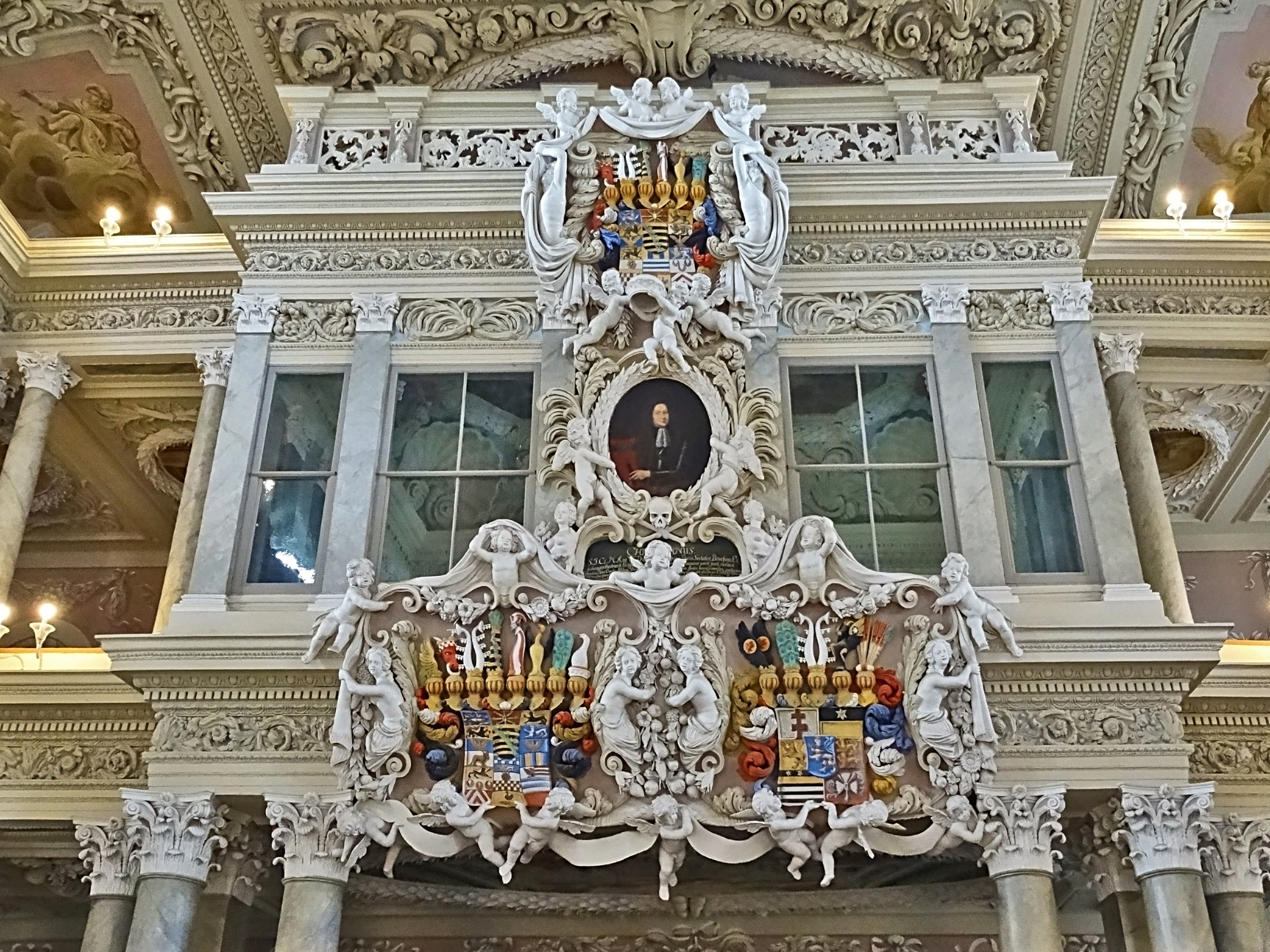
Schloss Eisenberg, Wappen und Porträt an der Fürstenempore

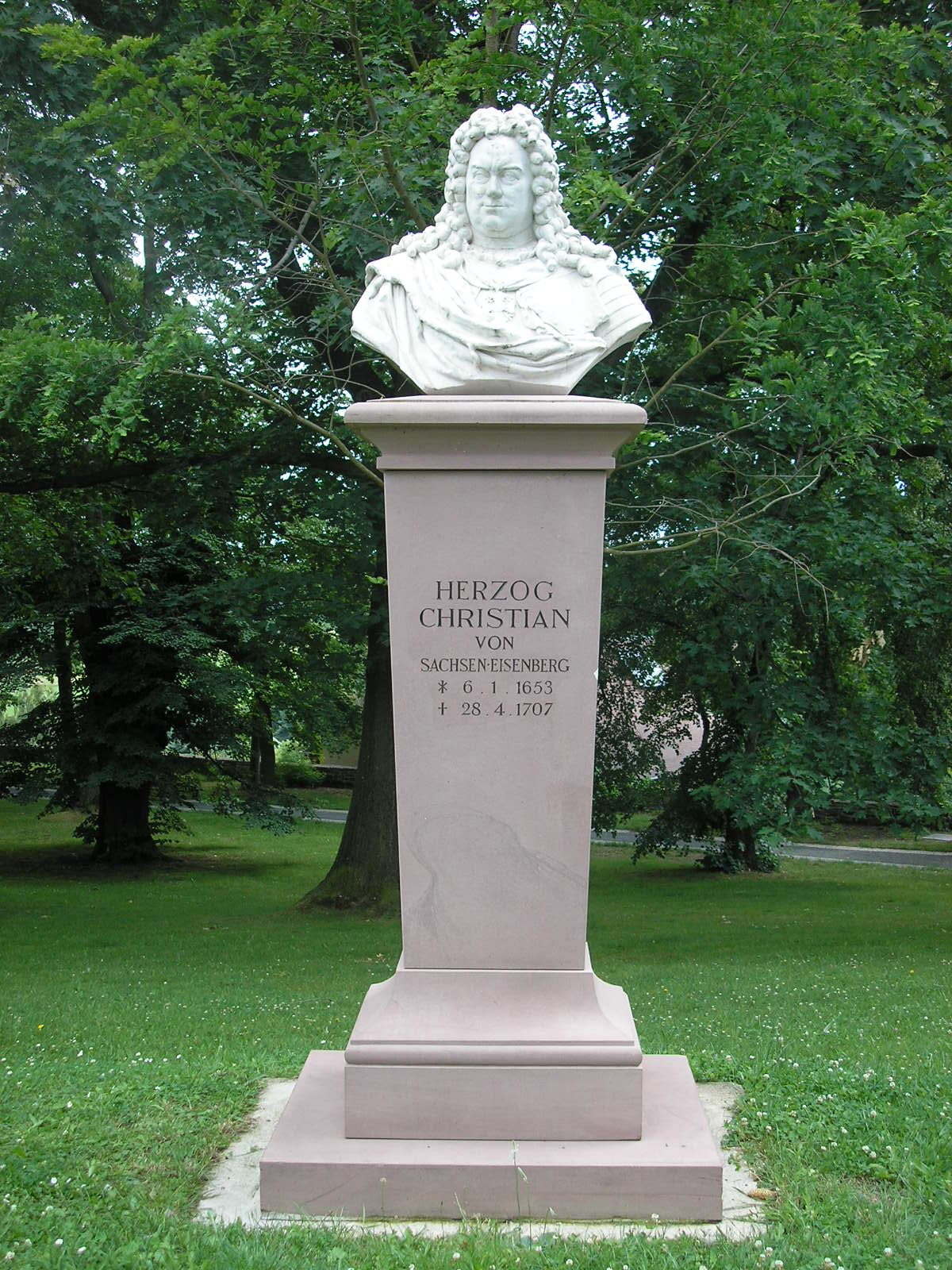
Denkmal im Schlosspark in Eisenberg

Christian von Sachsen-Eisenberg (* 6. Januar 1653 in Gotha; † 28. April 1707 in Eisenberg) war einziger Herzog von Sachsen-Eisenberg.

## Leben
Christian war der fünfte Sohn des Herzogs Ernst I. von Sachsen-Gotha-Altenburg (1601–1675) aus dessen Ehe mit Elisabeth Sophia (1619–1680), Tochter des Herzogs Johann Philipp von Sachsen-Altenburg.
Christian interessierte sich schon früh für Geschichte und Kunst. Er wurde an der Universität Straßburg ausgebildet und ging mit seinen Brüdern Bernhard und Heinrich 1672 auf Kavaliersreise in die Niederlande, die Schweiz, Savoyen, Frankreich und Italien.
Nach dem Tod seines Vaters 1675 regierte er zusammen mit seinen Brüdern über Sachsen-Gotha-Altenburg. Er machte Eisenberg zu seiner Residenz und bezog 1677 das erweiterte und nach ihm benannte Schloss Christiansburg, das später im Gedenken an seine früh verstorbene erste Ehefrau Christiane von Sachsen-Merseburg um die große Schlosskirche erweitert wurde. Nach der Teilung des Landes mit seinen Brüdern 1680 erhielt Christian neben Stadt und Amt Eisenberg die Ämter Ronneburg, Roda und Camburg. Er erweiterte das Schloss um einen Garten und ließ hier 1683 ein kleines Theater anlegen.
Durch übertriebene Hofhaltung begann das Land schnell zu verschulden. In seinen späteren Lebensjahren war er der Alchemie zugewandt und glaubte mit Geistern in Verbindung zu stehen. Christian stand mit vielen Gelehrten seiner Zeit in Briefkontakt, wozu er in Eisenberg eine Post angelegt hatte. Er förderte das Schulwesen (Gründung eines Lyzeums, des späteren Christiansgymnasiums) und richtete eine Münzstätte ein. Die Stadt Eisenberg versorgte er auf eigene Kosten mit Quellwasser durch bleierne Rohre, die er selbst in seinem Labor gefertigt hatte.
Er starb mit beträchtlichen Schulden und wie seine Brüder Albrecht von Sachsen-Coburg und Heinrich von Sachsen-Römhild ohne Erben. Kurz vor seinem Tod hatte er seinen Untertanen auf drei Jahre jegliche Steuern erlassen. Es entbrannte unter seinen verbleibenden Brüdern und deren Nachkommen der „Coburg-Eisenberg-Römhilder Erbstreit“, der erst 1735 beigelegt werden konnte. Der Großteil des Landes fiel an Sachsen-Gotha-Altenburg. Christian wurde als einziger der sieben ihren Vater überlebenden Brüder nicht Senior der Ernestiner, da zu seinem Todeszeitpunkt sein älterer Bruder Heinrich noch lebte.

## Ehen und Nachkommen
In erster Ehe heiratete Herzog Christian 1677 die Prinzessin Christiane von Sachsen-Merseburg (1659–1679), Tochter des Herzogs Christian I. von Sachsen-Merseburg. Aus der Ehe ging eine Tochter hervor:
- Christine (1679–1722) ⚭ 1699 Herzog Philipp Ernst von Schleswig-Holstein-Sonderburg-Glücksburg (1673–1729)

Nach dem frühen Tod seiner ersten Ehefrau heiratete er 1681 zum zweiten Mal die Prinzessin Sophie Marie von Hessen-Darmstadt (1661–1712), Tochter des Landgrafen Ludwig VI. von Hessen-Darmstadt. Die Ehe blieb kinderlos.